# Галик (озеро)
Галик — пресноводное озеро на территории Пайского и Ладвинского сельских поселений Прионежского района Республики Карелии.

## Общие сведения
Площадь озера — 2,7 км², площадь водосборного бассейна — 44,6 км². Располагается на высоте 86,8 метров над уровнем моря.
Форма озера дугообразная, продолговатая: оно более чем на три километра вытянуто с севера на юг. Берега каменисто-песчаные, преимущественно возвышенные.
Из северной оконечности озера вытекает Ягручей, впадающий в реку Ивенку (ниже — Ивину), впадающую в Верхнесвирское водохранилище, через которое протекает река Свирь.
К западу от озера проходит дорога местного значения 86К-218 («Ладва — Ревсельга — граница Ленинградской области»).
Населённые пункты вблизи водоёма отсутствуют.
Код объекта в государственном водном реестре — 01040100711102000015037.